# Rundfunkjahr 1959

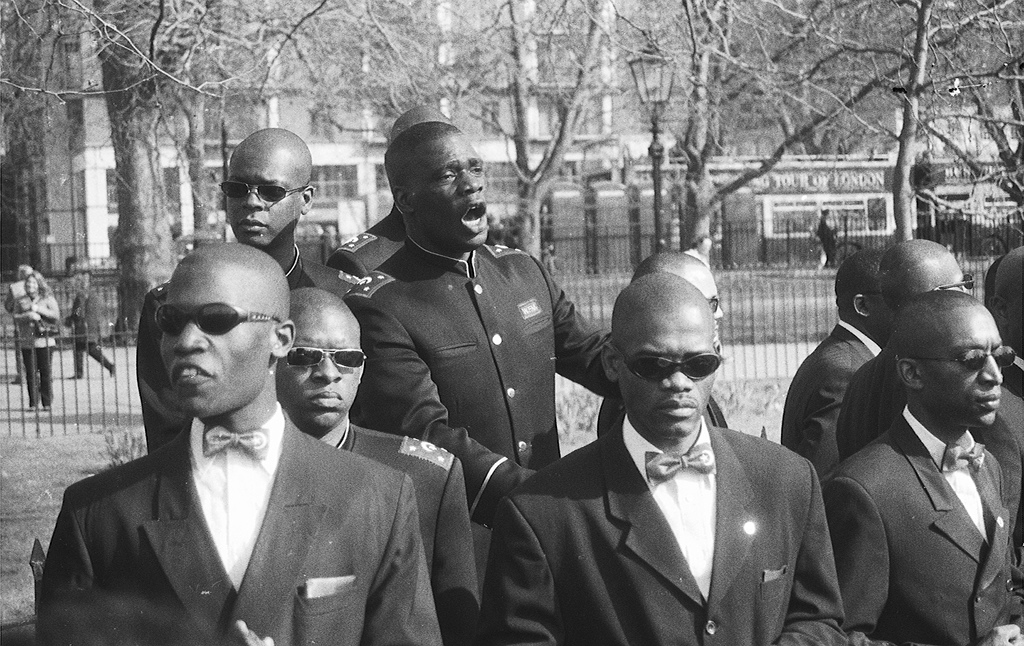
1959: Eine Fernsehdokumentation über die Nation of Islam schockt die weiße US-Bevölkerung

Liste der Rundfunkjahre

◄◄ | ◄ | 1955 | 1956 | 1957 | 1958 | Rundfunkjahr 1959 | 1960 | 1961 | 1962 | 1963 | ► | ►►

Weitere Ereignisse

## Allgemein
- In Wien erscheint die erste Ausgabe der von Hans Dichand herausgegebenen Neuen Kronen Zeitung. Das Boulevardblatt profitiert vom Niedergang der Parteipresse wie der Arbeiter-Zeitung, wird rasch zur auflagenstärksten und  bis spätestens Anfang der 1970er Jahre (politisch) einflussreichsten Tageszeitung Österreichs.
- Der US-amerikanische Journalist John Howard Griffin unternimmt verkleidet als Afroamerikaner Reisen durch die Südstaaten der USA und fasst seine gewonnenen Erfahrungen in dem bahnbrechenden Bericht Black Like Me zusammen.
- Gründung der Nordvision durch die öffentlich-rechtlichen Rundfunkanstalten Dänemarks (Danmarks Radio), Schwedens (Sveriges Television), Norwegens (Norsk rikskringkasting) und Finnlands (Yleisradio).
- 3. Februar – Bei einem Flugzeugabsturz über einem Kornfeld in Iowa kommen der Pilot sowie die an Bord befindlichen Musiker Buddy Holly, Ritchie Valens und The Big Bopper ums Leben. Das Unglück wird Jahre später durch den Song American Pie von Don McLean in der darin vorkommenden Phrase The Day The Music Died verarbeitet.
- 10. Juli – Die bisherige Bavaria Film wird als Bavaria Atelier GmbH neu gegründet. Neue Mehrheitseigner sind SDR und WDR.
- 17. November – Radio Luxemburg hält in Wiesbaden zum ersten Mal das Deutsche Schlagerfestival ab.

## Hörfunk
- März – Die Volksrepublik China strahlt im besetzten Tibet zum ersten Mal ein regelmäßiges Radioprogramm aus.
- 20. Mai – Der DDR-Rundfunk organisiert den Auslandssender Radio Berlin International als eigenständige Hörfunkkette. Seine Programme sind in Deutsch, Englisch, Französisch, Dänisch und Arabisch zu hören.
- 5. Juli – Start der 3. Staffel, der vom NDR Hamburg unter der Regie von S. O. Wagner produzierten Hörspielserie Gestatten, mein Name ist Cox von Rolf und Alexandra Becker, mit Erwin Linder in der Titelrolle.
- 2. Oktober - Der WDR in Köln   beginnt mit der Ausstrahlung des 8-teiligen Hörspiels Paul Temple und der Fall Spencer von Francis Durbridge mit René Deltgen, Annemarie Cordes und Kurt Lieckin den Hauptrollen (Regie: Eduard Hermann).
- 26. November - Der BR in München   beginnt mit der Ausstrahlung des 8-teiligen Hörspiels Paul Temple und der Conrad-Fall von Francis Durbridge mit Karl John und Rosemarie Fendel in den Hauptrollen (Regie: Willy Purucker).

## Fernsehen
- Der Bayerische Rundfunk beginnt mit der Serie Luis Trenker erzählt in der Luis Trenker schlicht und ohne weitere Hilfsmittel und Schnitte vor der Kamera Geschichten aus seinem Leben vorträgt. Die Serie sorgt für ein Comeback des Südtiroler Autors und Filmemachers und macht ihn einem jüngeren Publikum vertraut. Die Serie erlangt schließlich durch Wiederholungen auf BR-alpha in den 1990ern und 2000ern sogar Kultstatus.
- 1. Januar – Der ORF strahlt zum ersten Mal das Neujahrskonzert der Wiener Philharmoniker aus
- 1. Januar – Der ORF strahlt zum ersten Mal Fernsehwerbung aus.
- 9. Januar – Einen Tag nachdem Charles de Gaulle die erste Präsidentschaft der Fünften Republik übernommen hat, ist im französischen Fernsehen (RTF) ist zum ersten Mal das Reportagenmagazin Cinq colonnes à la une zu sehen. In der ersten Ausgabe wird unter anderen über Brigitte Bardot berichtet, es werden aber auch Meinungen von deutschen, französischen und italienischen Arbeitern über den europäischen Binnenmarkt eingeholt. Die Sendereihe erlangt aber Bedeutung über die Tagesaktualität hinaus, weil sie sich immer wieder in kritischen Reportagen über die FLN, über die Realität der Kriegshandlungen in Algerien und die Pied-noir mit dem Algerienkrieg auseinandersetzt.
- 12. Februar – Im Deutschen Fernsehen ist der sechsteilige Fernsehfilm So weit die Füße tragen (Regie: Fritz Umgelter) nach dem gleichnamigen Roman von Josef Martin Bauer zu sehen.
- 2. März – Die ARD-Tagesschau wird erstmals von einem sichtbaren Sprecher, Karl-Heinz Köpcke, moderiert. Durch sein stets korrektes und seriöses Auftreten wird er für viele Zuseher zu dem Sprecher der Tagesschau.
- 16. Mai – Das BR-Fernsehen strahlt die erste Folge der Reihe Der Komödienstadel aus.
- 13. - 17. Juli – Mit der Ausstrahlung der fünfteiligen Fernsehdokumentation The Hate That Hate Produced nimmt ein großer Teil der weißen US-Bevölkerung erstmals die Existenz der rassistisch-religiösen Organisation Nation of Islam wahr.
- 12. September – Auf NBC ist die erste Folge der Serie Bonanza zu sehen. Es handelt sich dabei um die erste völlig in Farbe produzierte Serienproduktion der Fernsehgeschichte.
- 5. bis 16. Oktober – Das Deutsche Fernsehen strahlt den ersten nach einer Vorlage von  Francis Durbridge  entstandenen Sechsteiler unter dem Titel Der Andere von Regisseur Joachim Hoene aus. Er begründete damit eine Serie weiterer Durbridge-Mehrteiler, die in den Folgejahren zu so genannten „Straßenfegern“ wurden.

## Geboren
- 17. März: Peter Illmann, deutscher Fernsehmoderator (Formel Eins), wird in Dortmund geboren.
- 24. April: Paula Yates, britische Fernsehmoderatorin, wird in Colwyn Bay, Wales geboren († 2000).
- 18. Mai: Ranga Yogeshwar, luxemburgischer Wissenschaftsjournalist und Autor, wird in Luxemburg geboren.
- 20. August: Sabine Rossbach, deutsche Journalistin und Hörfunkmoderatorin, Direktorin des NDR-Landesfunkhauses Hamburg (seit 2010), wird in Hachenburg (Rheinland-Pfalz) geboren.

## Gestorben
- 9. Januar – Hans Bredow, Hochfrequenztechniker und deutscher Rundfunkpionier stirbt 79-jährig in Wiesbaden. Er startete 1917 zusammen mit Alexander Meißner die ersten Versuchen mit Röhrensendern.
- 26. August – Hans Sattler, deutscher Komponist, Musiker und Hörspielautor stirbt 58-jährig in Esslingen am Neckar.
- 18. Oktober – Helmuth Gmelin, deutscher Theatergründer (Theater im Zimmer), Schauspieler, Regisseur und Hörspielsprecher stirbt 68-jährig in Hamburg.